# Gekkan Magajin Zetto
Gekkan Magajin Zetto (月刊マガジンZ, Revista lunară Zet, de la en. „Magazine Z”?) a fost o revistă japoneză seinen mixt-media publicată de către Kodansha, având ca public țintă de la băieți adolescenți în sus, dar în mod particular fanii înfocați ai anime și manga, publicând articole precum și manga legat în francize bine-cunoscute. Manga original era de asemenea publicat în revistă.

## Ultima ediție
În septembrie 2008 s-a anunțat că Magajin Zetto nu va mai apărea. Ultima ediție a fost expediată pe 26 ianuarie 2009.

Ultimul număr al Gekkan Magajin Zetto

## Mangaka și manga serializate în Magajin Zetto
- Masa Ikku
  - Sakura Taisen (manga comandată de Sega Enterprises)
- Kia Asamiya
  - Omul Liliac: copilul viselor (manga comandată by DC Comics)
- Takuya Fujima
  - Deus Vitae
  - Regatul zgărzilor gratuite
- Kyu Hayashida
  - Maken X Altul
- Toshitsugu Iida
  - Ploaia lupului (creat de Keiko Nobumoto)
- Shinya Kaneko
  - Karudoseputo
- Aki Katsu
  - Academia Mediilor
- Asuka Katsura
  - Portretul micuței Cossette
- Yuuichi Kumakura
  - Jing: regele bandiților
- Asato Mifune
  - Yukei Seikyo Kukla (fir narativ de Koji Tazawa)
- Haruhiko Mikimoto
  - Nașterea bebelușului (fir narativ de Sukehiro Tomita)
- Kenichi Muraeda
  - Cavalerul Mascat Spirite (fir narativ și concept de Shotaro Ishinomori)
- Chiaki Ogishima
  - J tipul fierbinte (creat de Kazuki Akane)
- Atsushi Soga
  - Gundam A întors (fir narativ de Yoshiyuki Tomino)
- Hajime Ueda
  - FLCL
  - Q-Ko-Chan: Invadatoarea Pământului
- Warabino Kugeko
  - Era eroică
- Go Nagai
  - Dante lordul demon
- Tohiro Konno
  - Pugyuru
- Narumi Kakinouchi
  - Yakushiji Ryōko no Kaiki Jikenbo (fir narativ de Yoshiki Tanaka)
- Momotarou Miyano
  - RD Senno Chosashitsu
- Eishi Ozeki
  - Fetele cerești
- Yūjiro Izumi
  - Popotan
- Kenji Ishikawa/Kouji Tazawa
  - Metroid (manga comandat de Nintendo)